# Omanosaura
Omanosaura es un género de lagartos de la familia Lacertidae. Sus dos especies se distribuyen por la región montañosa del norte de Omán y este de Emiratos Árabes Unidos. Ambas especies son ovíparas.

## Especies
Se reconocen las siguientes dos especies:
- Omanosaura cyanura (Arnold, 1972)
- Omanosaura jayakari (Boulenger, 1887)